# Панетоне
Панетоне (итал. Panettone; /ˌpænɪˈtoʊni/)  је италијанска врста слатког хлеба и воћног колача, пореклом из Милана, који се обично припрема и конзумира за Божић и Нову годину у западној, јужној и југоисточној Европи, као и у Јужној Америци, Еритреји, Аустралији, Сједињених Америчких Држава и Канаде.
Има облик куполе, који се протеже од цилиндричне основе и обично је око 12—15 cm (4,7—5,9 in) висока, за панетоне тежине 1 kg (2,2 lb). Може се правити и у другим облицима, као што је осмоугао или фрустум са обликом звездастог пресека. 
Припрема се кроз дуг процес који подразумева сушење теста, које је кисело, слично киселом тесту. Сам процес печења траје неколико дана, што даје торти карактеристичне мекане карактеристике. Садржи кандирану корицу поморанџе, четруна и лимуна, као и суво грожђе које се додаје суво и не натопљено. Доступне су многе друге варијације као што су обичне или са чоколадом. Служи се у облику клина, усправно исеченог, уз топле слатке напитке или слатко вино. У неким регионима Италије служи се са crema al mascarpone, кремом направљеном комбиновањем јаја, маскарпонеа и слатког ликера.
У току је процес да се добије заштићена ознака порекла и статус дdenominazione di origine controllata за овај производ, али процес добијања статуса још увек није успешно довршен. Познато је да је бивши италијански министар пољопривреде Паоло Де Кастро тражио начине да заштити праве италијанске колаче од растуће конкуренције у Јужној Америци и да истражује да ли би се нешто могло предузети у Светској трговинској организацији.

## Порекло
У Италији, историјски извештаји о панетону увек наводе да је настао у Милану. Реч panettoneпотиче од panetto, мале векне хлеба. Аугментативни суфикс -one мења значење у речи у велики хлеб.
Чини се да јело вуче порекл из доба Римског царства, када су стари Римљани заслађивали врсту квасног хлеба медом.
Вероватно се помиње у савременој књизи рецепата коју је написао Италијан Бартоломео Скапи, лични кувар папа и царева у време Карлоа V, цара Светог римског царства. Најстарија и најсигурнија забележен пример панатонеа налази се у регистру трошкова Боромејског колеџа у Павији 1599. године: 23. децембра те године у списку јела предвиђених за ручак појављују се и божићни трошкови за путер, 2 килограма сувог грожђа и 3 унце зачина датих пекару да направи 13 „хлебова“ које ће се дати студентима на Божић. Прва забележена асоцијација панетона на Божић налази се у италијанским списима Пјетра Верија из 18. века. Он га назива pan de ton („луксузни хлеб“).
Почетком 20. века, два предузимљива миланска пекара почела су да производе панетоне у великим количинама за потребна остатка Италије. Године 1919. Ангело Мота је почео да производи свој истоимени бренд колача. Мота је такође темељно променио прихваћене стандарде за традиционални панетоне тако што му је дао висок куполасти облик тако што се тесто подизало три пута, скоро 20 сати, пре кувања, дајући му сада већ познату лагану текстуру. Рецепт је убрзо након тога прилагодио други пекар, Ђоакино Алемања, око 1925. године, који је такође дао своје име популарном бренду који и данас постоји.
Оштра конкуренција између њих која је тада настала довела је до индустријске производње колача. Nestlé је заједно преузео брендове касних 1990-их, али је касније Bauli, италијанска пекарска компанија са седиштем у Верони, откупила бизнис Мота и Алемња од компаније Nestle.
До краја Другог светског рата, панетоне је био довољно јефтин за свакога и убрзо је постао најпопуларнији божићни слаткиш у земљи. Имигранти из региона Ломбардије у Аргентину, Уругвај, Парагвај, Венецуелу, Колумбију, Еквадор и Бразил такође су донели традицију спремања панетона, а у панетону се за Божић ужива уз врући какао или друго пиће током празничне сезоне, што је постало уобичајена традиција у тим земљама. 